# Dan Morgan (Schriftsteller)
Dan Morgan (geboren am 24. Dezember 1925 in Holbeach, Lincolnshire; gestorben am 4. November 2011) war ein britischer Science-Fiction-Autor und Jazzgitarrist.

## Leben
Morgan war der Sohn des Schneiders Cecil Morgan und von Lilian Kate, geborene Morley. Er besuchte die Spalding Grammar School in Spalding, Lincolnshire und diente von 1947 bis 1948 im Royal Army Medical Corps. Seit 1958 war er Besitzer und Geschäftsführer eines Herrenmodegeschäfts.
1952 veröffentlichte er eine erste SF-Kurzgeschichte, Alien Analysis,  in dem Magazin New Worlds. Bis Ende der 1970er Jahre erschien ein gutes Dutzend Romane und über 40 Kurzgeschichten von Morgan. Insbesondere zu nennen sind seine Venturer-Twelve-Bücher, eine Space Opera-Trilogie, die er zusammen mit John Kippax, einem Musikerkollegen, schrieb. Darin setzt sich ein Space Corps mit diversen Bedrohungen des interstellaren Friedens auseinander. Ein weiterer Romanzyklus, The Sixth Perception, der auch ins Deutsche übersetzt wurde, widmet sich den von Morgan mehrfach behandelten Psi-Phänomenen. Eine Gruppe von paranormal Begabten („Esper“, abgeleitete von ESP, Abkürzung für Extrasensory Perception), die sich gegenseitig helfen und in der Entwicklung ihrer Fähigkeiten unterstützen, kämpft mit diversen Bösewichten und gegen verschiedene psionische Gefahren.
Keines von Morgans Büchern war ein ausgemachter Erfolg, was Don D’Ammassa darauf zurückführt, dass Morgans Themen zuvor bereits vielfach behandelt worden waren, sei es die Space Opera, sei es das seit Gernsbacks Zeiten vielfach beackerte Feld der Psi-Phänomene. So fanden Morgans Bücher, obwohl spannend und kompetent geschrieben, wenig Widerhall und wurden bald wieder vergessen. Aus der Reihe der eher konventionellen Romane fällt die Mediensatire The Richest Corpse in Show Business (1966) heraus. Morgan selbst bemerkte, dass dieses wie kein anderes seiner Bücher Interesse weckte und Anlass für Kommentare war. „Ich hätte hier vielleicht weiter schürfen sollen,“ meinte er dazu.
Außerdem war Morgan zeitweise professioneller Jazzgitarrist und verfasste zwei Lehrbücher über das Gitarrespiel.
Morgan war zweimal verheiratet und hatte einen Sohn aus erster Ehe (geboren 1951). 2011 ist er im Alter von 85 Jahren verstorben.

## Bibliografie
The Sixth Perception (Romanzyklus)
- 1 The New Minds. 1967.
  - Deutsch: Das Labor der Esper. Moewig (Terra Taschenbuch #164), 1969.
- 2 The Several Minds (1969)
  - Deutsch: Esper in Aktion. Pabel (Terra Taschenbuch #189), 1972.
- 3 The Mind Trap (1970)
  - Deutsch: Die Psi-Agenten. Pabel (Terra Taschenbuch #192), 1972.
- 4 The Country of the Mind. 1975.
  - Deutsch: Esper unter uns. Pabel (Terra Taschenbuch #336), 1981.

Venturer Twelve (Romanzyklus, mit John Kippax)
- 1 A Thunder of Stars. 1968.
- 2 Seed of Stars. 1972.
- 3 The Neutral Stars. 1973.

Romane
- Cee-Tee Man (1955)
  - Deutsch: A-T-Kraft über Terra. Hönne / Gebrüder Zimmermann (Hönne Utopia-Spitzenklasse), 1959. Auch als: Der Gehirnwäscher. Moewig (Terra #86), 1959.
- The Uninhibited. 1957, 1961.
  - Deutsch: Hetzjagd der Telepathen. Widukind / Gebrüder Zimmermann (Widukind Utopia-Spitzenklasse), 1960.
- The Richest Corpse in Show Business. 1966.
- Inside. 1971.
  - Deutsch: Experiment unter der Kuppel. Übersetzt von Gudrun Faltermeier. Ullstein 2000 #31013, 1980, ISBN 3-548-31013-3.
- The High Destiny. 1973.
  - Deutsch: Herrscher über dreizehn Welten. Ullstein Science Fiction & Fantasy #31036, 1982, ISBN 3-548-31036-2.
- The Concrete Horizon. 1976.

Kurzgeschichten
- Alien Analysis. 1952.
- Home Is Tomorrow. 1953.
- Amateur Talent. 1953.
- Jerry Built. 1954.
- Psychic Twin. 1954.
- Alcoholic Ambassador. 1954.
- Forgive Them... 1954.
- Cleansing Fires. 1954.
- Trojan Hearse 1954. (mit John Kippax)
- The Lesser Breed. 1955.
- Kwakiutl. 1955.
- Life Agency. 1955.
- Controlled Flight. 1956.
- The Earth Never Sets. 1956.
- The Little Fleet. 1956.
- The Way I Am. 1956.
- Wunkle. 1956.
- Beast of the Field. 1956.
- More Than Hormone. 1956.
- The Whole Armour. 1956.
- The Humanitarian. 1957.
- The Unwanted. 1958.
- The Star Game. 1958.
- The Hard Way. 1958.
- Insecurity Risk. 1959.
- Protected Planet. 1959.
- Drive Out of Mind. 1960.
- Stopover Earth. 1961.
- Father. 1961.
- Emreth. 1965.
- Parking Problem. 1965.
- Third Party. 1965.
- Story. 1966.
- Frozen Assets. 1969.
- Flanagan's Law. 1970.
- Scramble. 1971.
- Canary. 1972.
- The First Day of the Rest of Your Life. 1974.
- Young Tom. 1976.
- Love in Limbo. 2003.

Sachliteratur
- Guitar (1965, 3. Aufl. 1985, auch als Playing the Guitar, 1967)
- Spanish Guitar. 1982.
- Beginning Windsurfing. 1982.
- You Can Play the Guitar. 1983. (mit Nick Penny)